# راينو
راينو (بالإنجليزية: Rhino)‏ إسمه الحقيقي تيرنس «تيري» جيرين (بالإنجليزية: Terrance "Terry" Gerin)‏ هو مصارع محترف أمريكي ولد في يوم 7 أكتوبر 1975 في مدينة ديترويت في الولايات المتحدة، أشتهر في منافسات إي سي دبليو من سنة 1999 إلى سنة 2001 وحقق عدة إنجازات هناك، وبعد ذلك إنتقل لإتحاد توتال نون ستوب أكشن ريسلنغ (المعروف باسم تي إن أي) من سنة 2005 إلى سنة 2010 وبعدها إنتقل إلى اتحاد رينغ أوف هورور من سنة 2011 إلى سنة 2013 وبعد ذلك إنتقل إلى إن إكس تي وبعد ذلك ظهر في الدبليو دبليو إي في سنة 2015 وإشترك مع فريق إكستريم الذي كان مكون من فريق ذا دادلي بويز وتومي دريمر حيث واجه عندها فريق عائلة وايت وهزموا أمامهم.

## روابط خارجية
- راينو على موقع IMDb (الإنجليزية)
- راينو على موقع ألو سيني (الفرنسية)
- راينو على موقع كينوبويسك (الروسية)
- راينو على موقع كينوبويسك (الروسية)
- راينو على موقع دبليو دبليو إي (الإنجليزية)
- راينو على موقع WrestlingData.com (الإنجليزية)
- راينو على موقع CageMatch worker (الإنجليزية)
- راينو على موقع قاعدة بيانات المصارعة على الإنترنت (الإنجليزية)
- راينو على موقع عالم المصارعة على الإنترنت (الإنجليزية)
- راينو على موقع عالم المصارعة على الإنترنت (الإنجليزية)